# 1/VIII Batalion Wartowniczy
1/VIII Batalion Wartowniczy – pododdział Wojska Polskiego pełniący służbę ochronną na granicy II Rzeczypospolitej.

## Formowanie i zmiany organizacyjne
1/VIII batalion wartowniczy sformowano w 1919. Funkcjonował w strukturze Okręgu Generalnego Toruń. W skład batalionu wchodziło dowództwo oraz 4 kompanie po 3 plutony. W dowództwie, oprócz dowódcy batalionu, służyli oficerowie: sztabowy, adiutant, prowiantowy i kasowy; podoficerowie: mundurowy, prowiantowy, rusznikowy, sanitarny oraz 6 ordynansów.
Pod koniec września 1920 zapadła w Ministerstwie Spraw Wojskowych decyzja o likwidacji Korpusu Strzelców Granicznych. 29 września 1920 dyrektywa Ministerstwa Spraw Wojskowych nakazała batalionom wartowniczym ochronę granic. W sumie na 48 baonów wartowniczych, do służby granicznej przeznaczono 21 baonów.
Rozporządzeniem MSWojsk. z 13 listopada 1920 nakazano luzowanie kolejnych pułków Strzelców Granicznych]. 
4 pułk Strzelców Granicznych, pełniący służbę na granicy zachodniej od Bałtyku do granicy DOG „Poznań”, oraz batalion morski ochraniający granicę morską, luzowały trzy bataliony wartownicze: nr 2/I z siedzibą dowództwa w Chojnicach, nr 4/I w Kościerzynie, oraz nr 1/VIII z Wejherowa.
Na podstawie rozkazu Ministra Spraw Wojskowych nr 3046/Org z dnia 24 marca 1921, na bazie 1/VIII batalionu wartowniczego powstał 19 batalion celny.

## Służba graniczna
Luzowanie oddziałów Strzelców Granicznych w DOG „Pomorze” rozpoczęto 4 grudnia 1920. Całość granic przylegających do tego okręgu podzielono na pięć odcinków. Odcinek morski obsadził batalion nr 1/VIII z miejscem postoju sztabu w Redzie(?). Długość odcinka wynosiła 105 km. Dowództwa kompanii rozlokowano na Oksywiu, Helu i w Krokowie.
Sąsiednie bataliony
- 3/VIII batalion wartowniczy ⇔ 4/I batalion wartowniczy − 1920[8]